# Herbrand (Waggonfabrik)

Sommerwagen von Herbrand

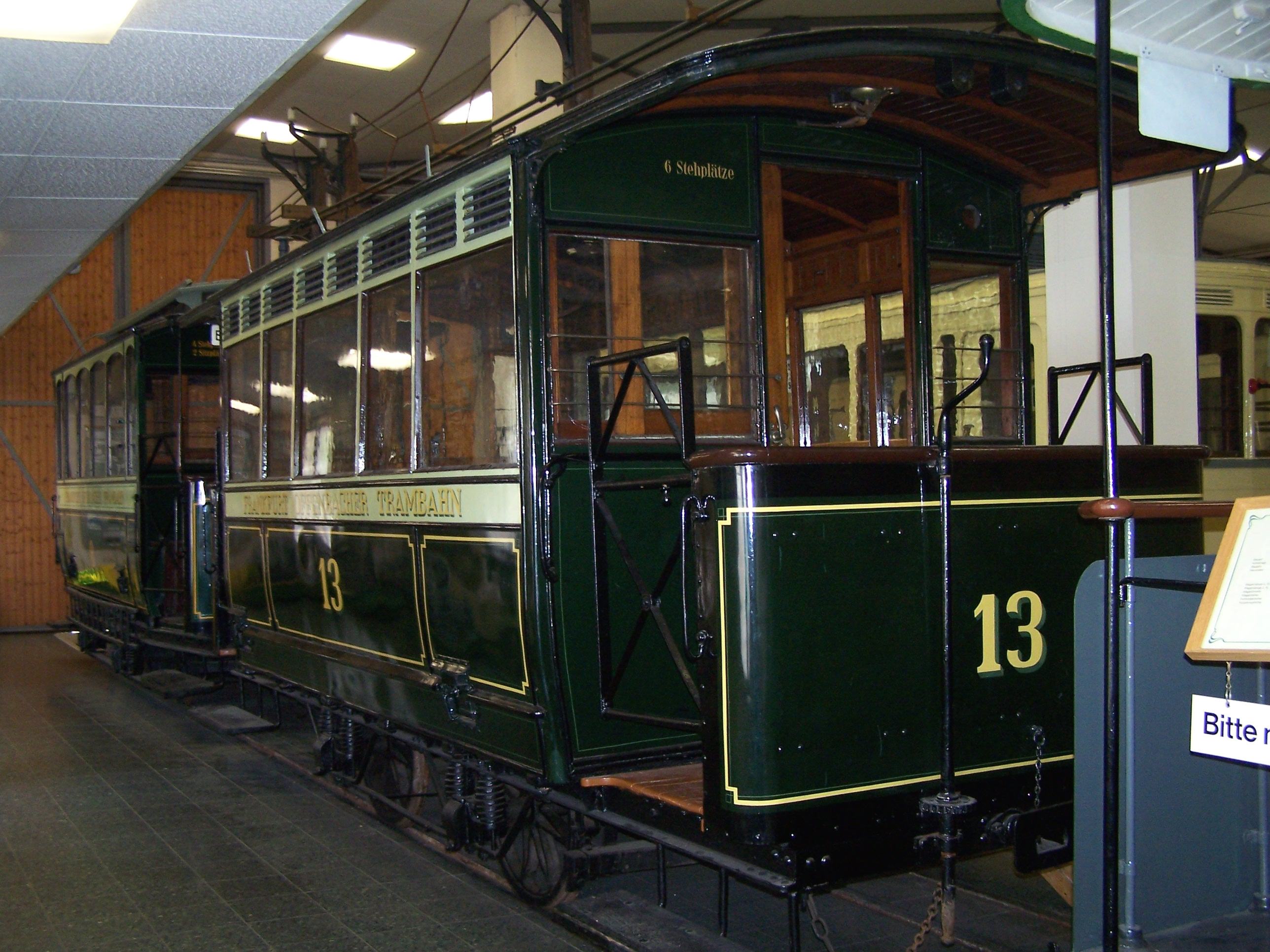
Wagenzug von Herbrand aus Triebwagen 8 und Beiwagen 13 der FOTG in dem Verkehrsmuseum in Frankfurt-Schwanheim

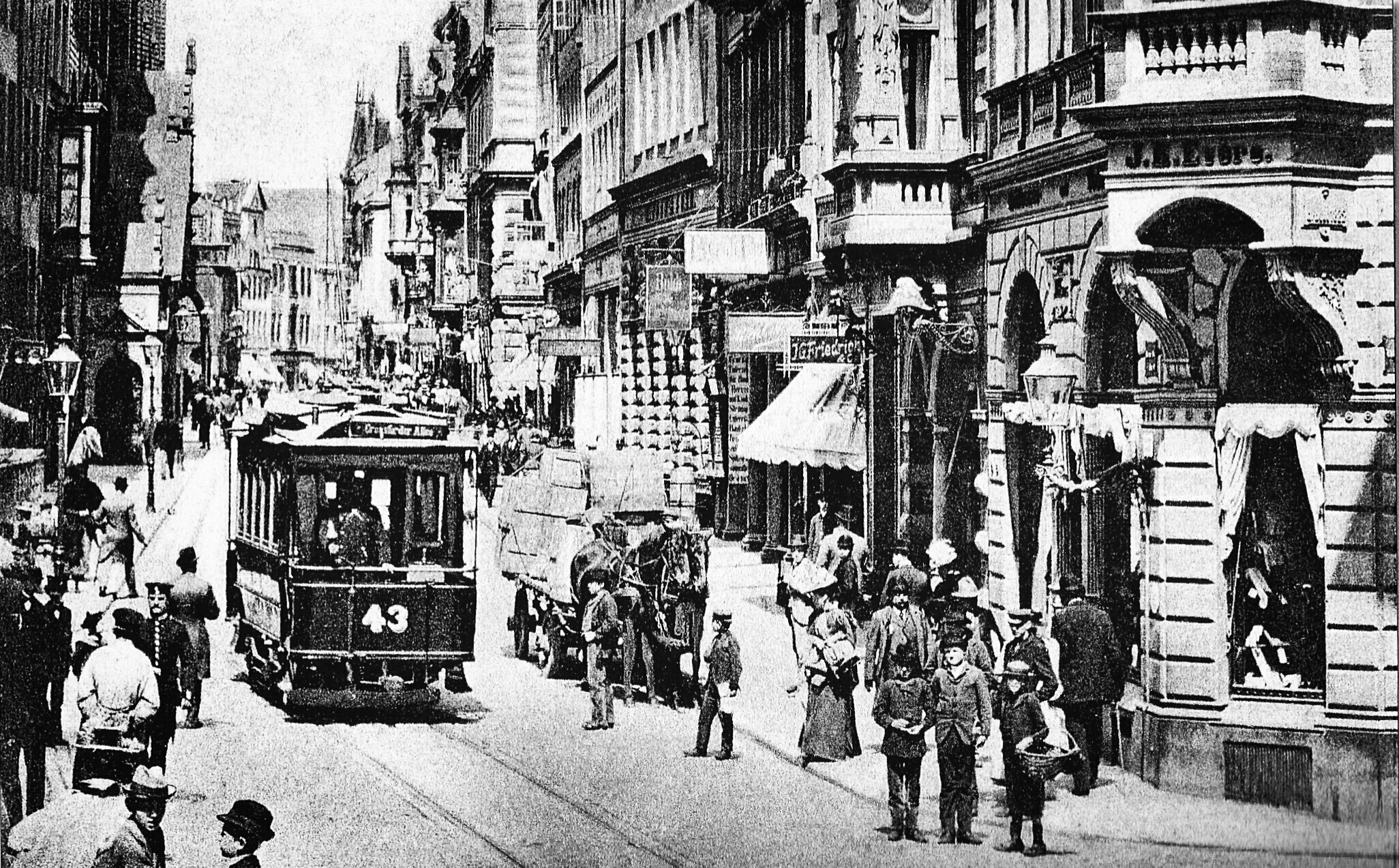
Tw 42 in Lübeck, 1902

Die Waggonfabrik P. Herbrand & Cie. in Köln-Ehrenfeld wurde im September 1866 durch Peter Herbrand gegründet, der zuvor in der Geschäftsleitung der Waggonfabrik Talbot & Herbrand in Aachen saß. Die Produktionsanlagen befanden sich zwischen der Venloer Straße Nr. 427, der Herbrandstraße und der unmittelbar angrenzenden Eisenbahnstrecke, also mit direktem Gleisanschluss an die Bahnstrecke Köln–Aachen. In den Räumen befindet sich heute ein Gastronomiebetrieb.
Herbrand baute Güter-, Personen- und Straßenbahnwagen in Normal- und Schmalspur. Zu den Kunden des Unternehmens zählten Staatsbahnen deutscher Staaten (sie bestellten vor allem Post- und Gepäckwagen), ab 1877 der Kölner Pferdebahn-Betreiber Ernst Hardt, nahegelegene Kleinbahnbetriebe wie die Bergheimer Kreisbahn, die Geilenkirchener Kreisbahn und die Euskirchener Kreisbahnen, sowie Straßenbahnbetriebe aus ganz Deutschland und dem benachbarten Ausland.
Herbrand stellte unter anderem die mechanischen Teile der ersten kommerziell betriebenen Straßenbahn-Triebwagen und -beiwagen der Lokalbahn Mödling–Hinterbrühl (SB Tw 1–15) und der Frankfurt-Offenbacher Trambahn-Gesellschaft (FOTG) her. Die elektrische Ausrüstung der Triebwagen der FOTG stammte von Siemens & Halske.
1881 vernichtete ein Brand die Werkshallen; diese konnten aber bald wieder aufgebaut werden. 1889 wurde das Unternehmen in eine Aktiengesellschaft umgewandelt und firmierte unter Waggonfabrik Aktien-Gesellschaft vorm. P. Herbrand & Cie., Köln-Ehrenfeld. Damals hatte das Unternehmen 480 Beschäftigte; zwei Jahre später waren es bereits 700. 1917 ging das Unternehmen in der Linke-Hofmann-Werke Aktiengesellschaft auf.
Bereits 1887 baute die Waggonfabrik von Herbrand akkubetriebene Straßenbahnwagen. Das Siegburger Kreisblatt berichtete am 20. April 1887 über die erste Probefahrt in Köln.
Durch die Verlagerung der benachbarten Eisenbahnstrecke auf einen Damm entfiel zwischen 1913 und 1923 der unmittelbare Gleisanschluss. 1928 wurden die Produktionsanlagen stillgelegt.

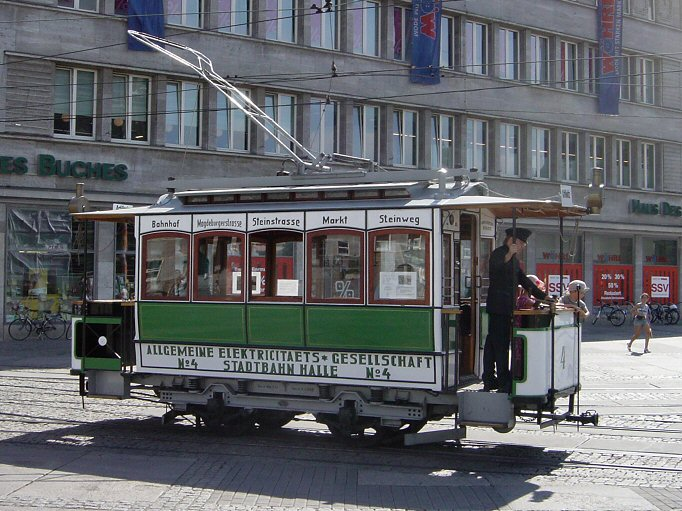
Tw 4 (ex Altenburg) von 1894 der P. Herbrand & Cie., heute Straßenbahnmuseum Halle
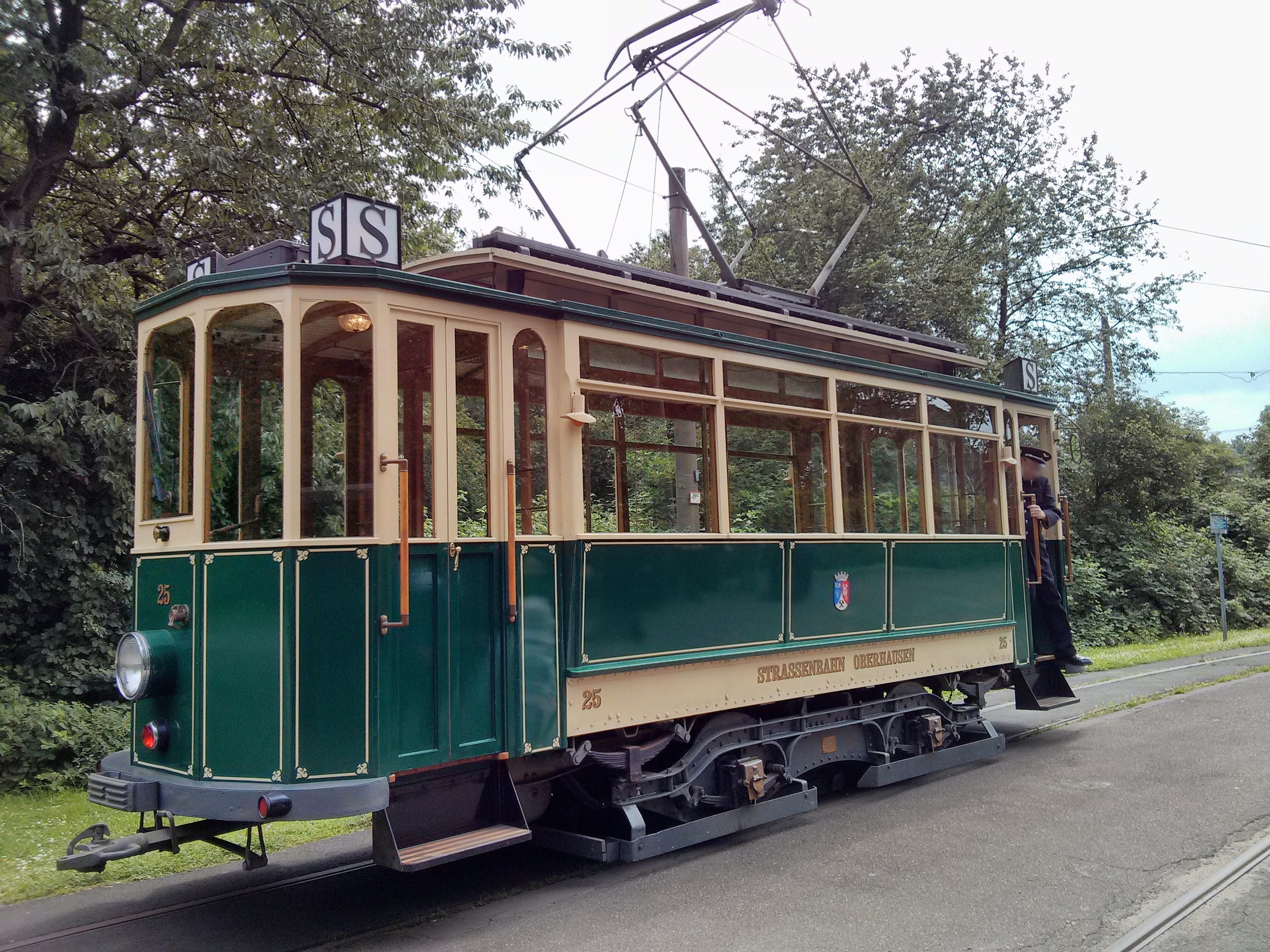
Restaurierter Tw 25 von 1899 der Stadtwerke Oberhausen
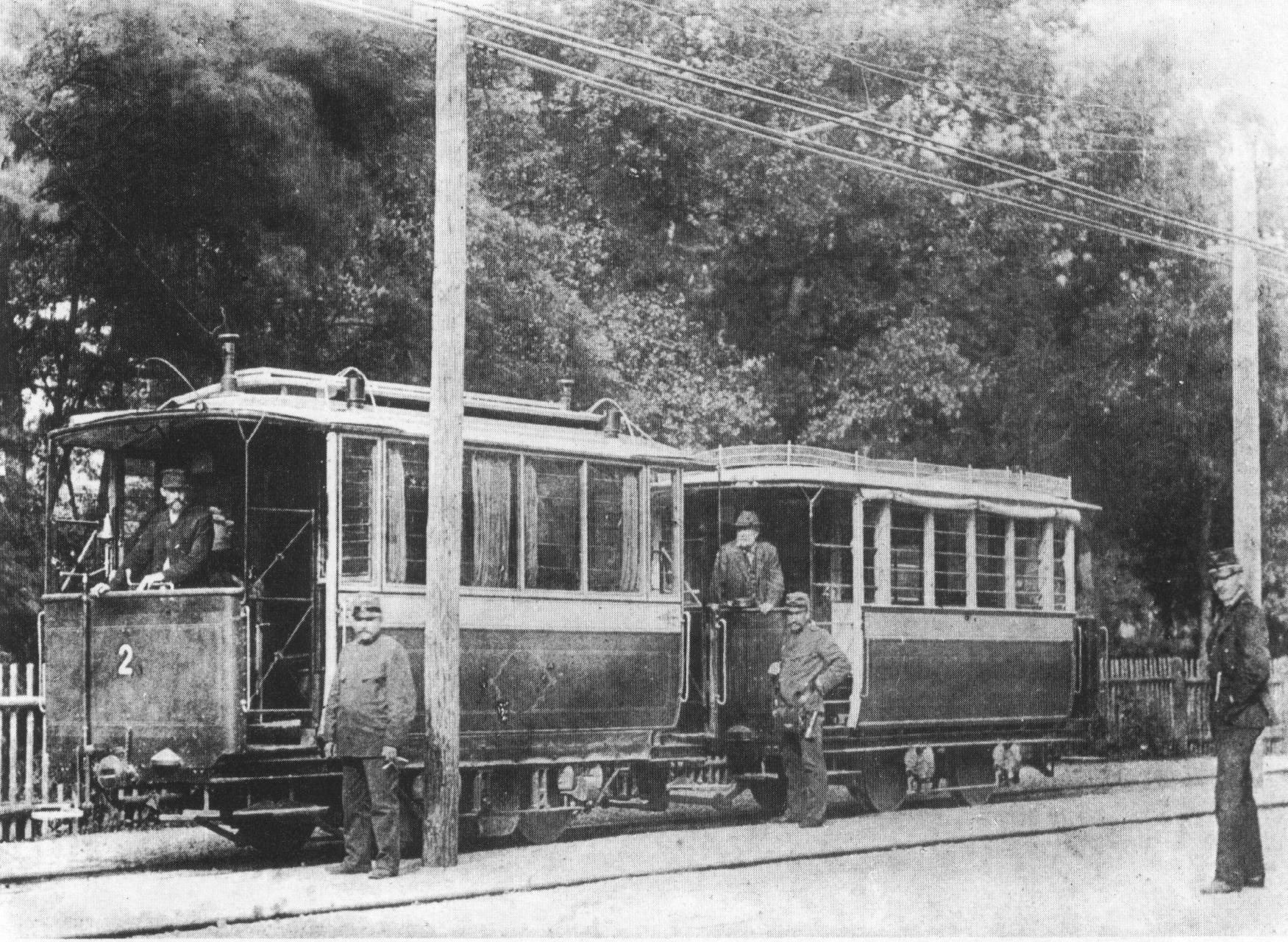
Tw 2 der Lokalbahn Mödling–Hinterbrühl
Tw 5 der Lokalbahn Mödling–Hinterbrühl
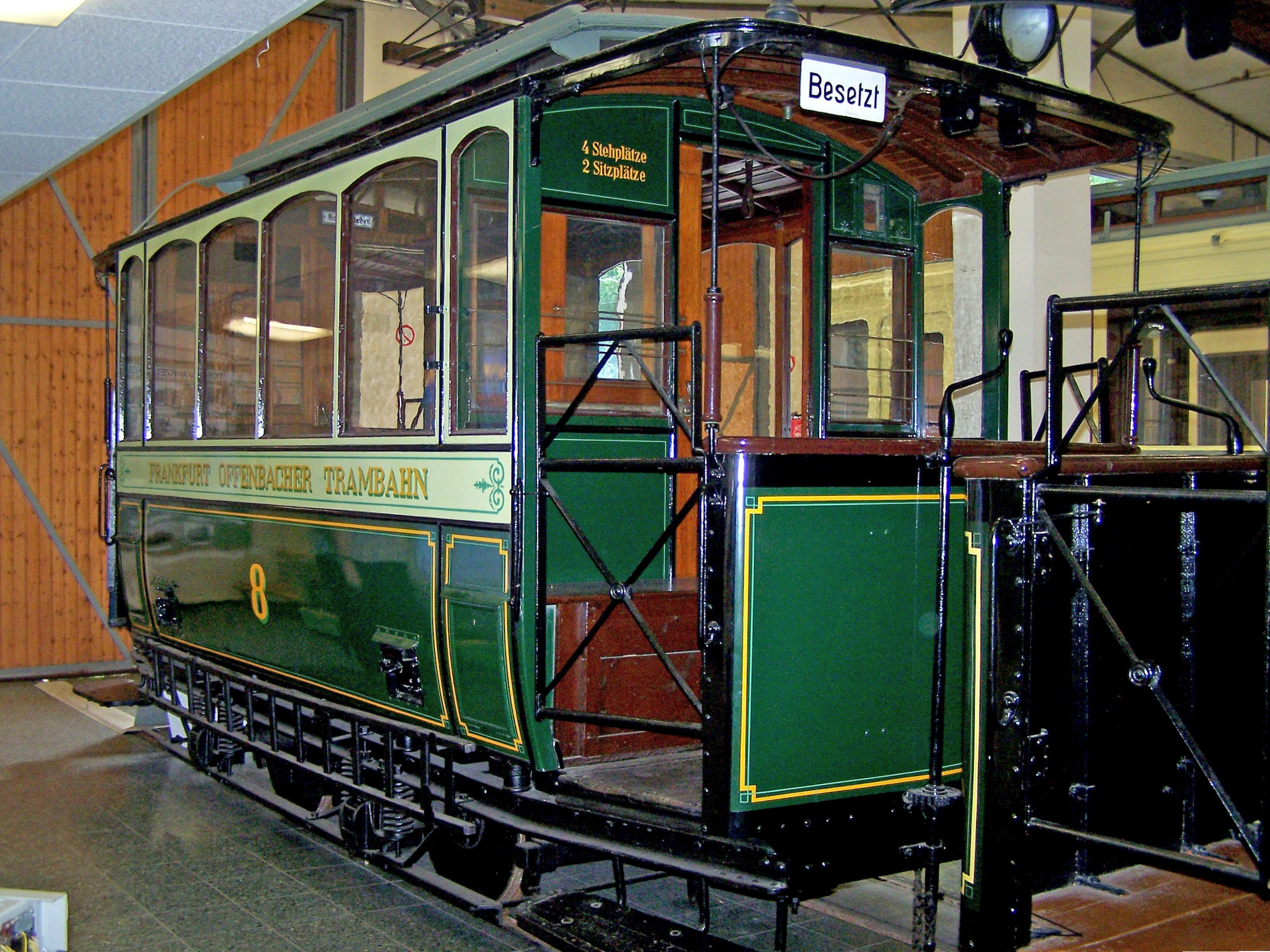
Triebwagen 8 der FOTG